# Judestjärnan

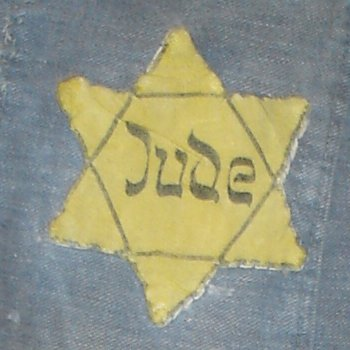
"Judestjärnan".

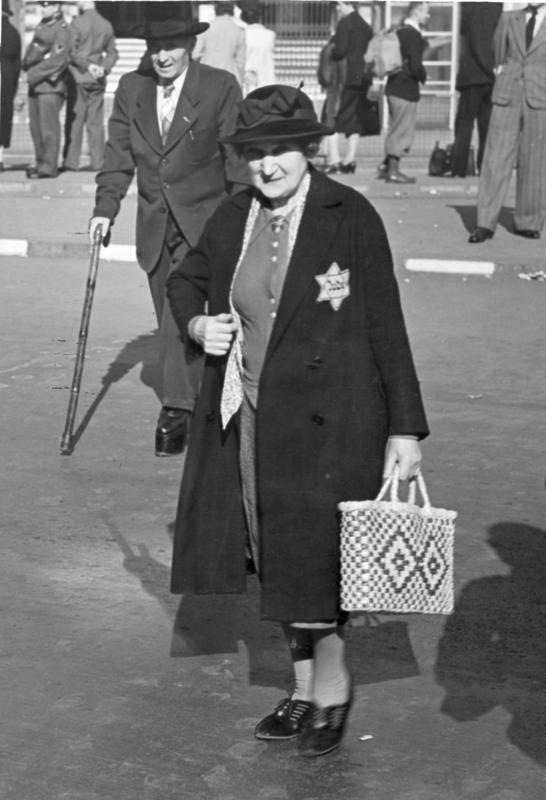
Äldre kvinna med "judestjärna", Berlin 1941.

”Judestjärnan” var en gul Davidsstjärna av tyg som nazisterna tvingade judarna att bära så att de kunde bli identifierade som judar när de vistades utanför bostaden. Lagen som ålade judar att bära den gula stjärnan infördes i Tyskland 1941 och hade sin grund i nürnberglagarna som påbjöd diskriminering efter ras.

## Historisk bakgrund
Bakgrunden till utmärkningen kan spåras till muslimska länder under 800-talet då judar och kristna måste ha en speciell markering på klädseln enligt order från abbasiderna.   Motsvarande fenomen kom till Europa på 1000-talet och gällde då för icke-kristna personer. Fjärde laterankonciliet 1215 påbjöd att judar och muslimer i katolska länder skulle diskrimineras och ha en speciell klädselmarkering så att otillåtet umgänge med dem av "falsk tro" skulle hindras. På vissa håll skedde detta med en gul symbol. År 1781 såg Josef II av Österrike till att större religionsfrihet infördes med Toleranspatentet (likt toleransediktet) och denna utmärkning avskaffades i lag, och andra länder följde efter i upplysningstidens anda.

## Under nazismen
År 1938 kom den nazistiska regimen med ett dekret som påbjöd judiska affärsinnehavare att märka sina skyltfönster med ordet ”jude” eller med en Davidstjärna. Enligt nürnberglagarna skulle företag klassificeras som "judiska" ifall någon jude ägde en viss andel, satt i styrelsen eller hade en ledande post i företaget, och skulle då ha begränsade rättigheter. Senare samma år, den 9 - 10 november, utbröt pogromen ”Kristallnatten” då omkring 400 judar mördades och 7500 judiska affärer, tusentals hem, samlingslokaler och 1406 synagogor och bönehus förstördes, och cirka 30 000 judar fördes till koncentrationsläger. Två dagar senare, vid en konferens i Berlin den 12 november, föreslog Reinhard Heydrich att alla judar i riket skulle förpliktigas att bära ett "kännetecken". Märkningen infördes året efter i det nyligen invaderade Polen; 1939 beordrade den tyske generalguvernören för Polen att alla polska judar över tolv års ålder skulle bära en armbindel med en blå Davidstjärna.
Den gula "judestjärnan" infördes i Tyskland 1941. Den 1 september detta år ålade Polisförordningen om kännetecken för judar (ty: Polizeiverordnung über die Kennzeichnung der Juden) alla judar i Tyska riket (Nazityskland) över sex år att bära en ”judestjärna” väl synlig vid vänstra bröstsidan på klädesplagget. De skulle själva tillverka den enligt föreskrift. Strax efter att lagen införts i Tyska riket kom den även att gälla i Slovakien. Lagen kom att tillämpas i de flesta av Tyskland ockuperade och med Tyskland lierade länder. Den tyska myndigheten för "judefrågan", Judenreferat, under ledning av Adolf Eichmann, lät införa lagen i hela Västeuropa i mars 1942. Den infördes i Holland, Belgien, Bulgarien, i den ockuperade delen av Frankrike samt i Tunisien; 1943 infördes den i Grekland och 1944 i Ungern. 
I några rumänska städer och områden (bl.a. Bessarabien) ålades judar att bära "judestjärnan" men landets antisemitiske diktator Ion Antonescu införde inte märket i landet. Den franska Vichyregimen vägrade också införa ”judestjärnan”, men införde, på eget initiativ, årsskiftet 1942/43 en lag som tvingade judarna att stämpla alla sina identitetshandlingar, arbetstillstånd och ransoneringskort med ordet Juif (sv: jude). Judestjärnan infördes aldrig i Danmark eftersom tyskarna bedömde att allmänhetens motstånd mot detta var för starkt.